# Стари мост (Плочица)
Стари мост (такође познат као Мост Марије Терезије, Мост Еугена Савојског, или као Јеринин мост) се налази код Плочице у општини Ковин. Мост је престао да се користи након Другог светског рата.

## Историја
Река Поњавица, која је извирала код Панчева, је раније текла поред Плочице и уливала се у Дунав. Предпоставља се да је мост саграђен почетком 18. века, зато што се често везује за доба владавине Аусторугарске. Не постоје историјски подаци о томе ко је саградио мост. Након Другог светског рата, Поњавица је у овом делу била исканалисана и исушена. Такође, једна страна моста је била срушена након рата. Раније је имао важну саобраћајну улогу.
Једини је сачуван објекат оваквог типа у Банату. Према дипл. географу Милану Милованову, Стари мост није повезан са Маријом Терезијом нити Еугеном Савојским, пошто се према картама може закључити да је мост изграђен између 1784. и 1799. године, а у сваком случају у време постојања Банатске војне границе (1764 - 1872), не пре 1780. године.

## Карактеристике
Мост је израђен од опеке. Њена конструкција је такође сачињена од масивних стубова и лукова. Дугачак је 23,18 метра а широк је око три метра. Тврди се да је објекат значајне архитектонске, историјске и споменичке вредности. Тренутно је у процесу заштите у Заводу за заштиту споменика.